# Bulgaria Open 2014
Die Bulgaria Eurasia Open 2014 im Badminton fanden vom 18. bis zum 21. August 2014 in Sofia statt.

## Austragungsort
- Sporthalle Sofia

## Sieger und Platzierte
| Disziplin    | Gold                            | Silber                                | Bronze                                |
| ------------ | ------------------------------- | ------------------------------------- | ------------------------------------- |
| Herreneinzel | Raul Must                       | Michał Rogalski                       | Artem Pochtarev                       |
| Herreneinzel | Raul Must                       | Michał Rogalski                       | Steffen Rasmussen                     |
| Dameneinzel  | Petya Nedelcheva                | Özge Bayrak                           | Linda Zechiri                         |
| Dameneinzel  | Petya Nedelcheva                | Özge Bayrak                           | Neslihan Yiğit                        |
| Herrendoppel | Toma Junior Popov Thomas Vallez | Ronan Gueguin Alexandre Hammer        | Peyo Boichinov Stilian Makarski       |
| Herrendoppel | Toma Junior Popov Thomas Vallez | Ronan Gueguin Alexandre Hammer        | Lilian Mihaylov Mihael Mihaylov       |
| Damendoppel  | Özge Bayrak Neslihan Yiğit      | Petya Nedelcheva Dimitria Popstoikova | Airi Mikkelä Monika Radovska          |
| Damendoppel  | Özge Bayrak Neslihan Yiğit      | Petya Nedelcheva Dimitria Popstoikova | Delphine Delrue Verlaine Faulmann     |
| Mixed        | Alexandre Hammer Joanna Chaube  | Stilian Makarski Celine Tripet        | Ruben Jille Soraya de Visch Eijbergen |
| Mixed        | Alexandre Hammer Joanna Chaube  | Stilian Makarski Celine Tripet        | Toma Junior Popov Yaëlle Hoyaux       |